# شارو
ماريا ديل روساريو مرسيدس بيلار مارتينيز مولينا بايزا، المعروف مهنيا باسم شارو، ممثلة، كوميدية أسبانية أمريكية وعازفة جيتار الفلامنكو.

## اقرأ أيضا
- قائمة عازفي قيثارة الفلامينكو

## روابط خارجية
- شارو على موقع IMDb (الإنجليزية)
- شارو على موقع الموسوعة البريطانية (الإنجليزية)
- شارو على موقع ألو سيني (الفرنسية)
- شارو على موقع ميوزك برينز (الإنجليزية)
- شارو على موقع أول موفي (الإنجليزية)
- شارو على موقع إن إن دي بي (الإنجليزية)
- شارو على موقع أول ميوزيك (الإنجليزية)
- شارو على موقع ديسكوغز (الإنجليزية)
- شارو على موقع قاعدة بيانات الفيلم (الإنجليزية)
- شارو على موقع كينوبويسك (الروسية)
- شارو في دليل التلفاز
- الموقع الرسمي